# Emanuel Cabral
Emanuel Cabral, né le 2 août 1996 au Luxembourg, est un footballeur luxembourgeois qui évolue au poste de gardien de but au CS Fola Esch.

## Biographie

### CS Fola Esch (depuis 2014)
Formé au sein du club, la carrière du joueur débute au CS Fola Esch, en BGL Ligue.
Un an après son premier contrat, il signe pour trois ans supplémentaire avec son club formateur.
Il remporte le premier trophée de sa carrière lors de la finale de la Supercoupe du Luxembourg en 2017 face au F91 Dudelange.
À l'issue de la saison 2020-2021, il est sacré champion de BGL Ligue.

## Palmarès
| CS Fola Esch (2) : |
| --- |
| - BGL Ligue - Champion : 2021 - Vice-champion : 2016 et 2019 - Coupe du Luxembourg - Finaliste : 2017 - Supercoupe du Luxembourg - Vainqueur : 2017 |